# Libera Gizella
Libera Gizella, Libera Gizella Irén (Kassa, 1846. október 15. – Budapest, Józsefváros, 1928. március 30.) operetténekesnő.

## Pályafutása
Kassán született, a Fő utca 52. számú házban, Libera István varga és Fetterle Mária leányaként, október 18-án keresztelték. 1863-ban a budai Népszínháznál működött, majd a debreceni színháznál szerepelt. 1865-ben Melindát alakította a Bánk bánban.
1878. március 21-én házasságra lépett leveleki Molnár Ágoston (1808–1890) szabolcsi nagybirtokossal, akivel 1866. május 2-án tartották kézfogójukat. Később Horváth József felesége volt. 1920. december havában az Országos Színészegyesület nyugdíjalapjára 100 forintot adományozott. Halálát végelgyengülés okozta.